# アンナ・ミッシェル・タバレス
アンナ・ミッシェル・タバレス（Ana Michelle Tavares、1978年 - ）は、ブラジルの女性総合格闘家。ノヴァウニオン・ナタウ支部所属。初来日時のリングネームはアンナ・ミッシェル・ダンテス。

## 来歴
2003年7月13日、初来日となったDEEP 11th IMPACT in OSAKAで辻結花と対戦し、腕ひしぎ三角固めで一本勝ち。辻の連勝記録を9で止めた。この時のリングネームはアンナ・ミッシェル・ダンテス。
2005年3月12日、G-SHOOTO JAPAN 02で藤井惠と対戦し、判定負け。
2007年9月6日、初参戦となったスマックガールで4年2か月ぶりに辻結花と再戦し、ジャンピングの右フックでダウンを奪われ立ち上がるも、スタンドパンチの連打でKO負けとなった。また、リングネームをアンナ・ミッシェル・タバレスに変更した。
2008年2月14日、SMACKGIRL WORLD ReMix TOURNAMENT 2008 ライト級トーナメント1回戦で高林恭子に一本勝ち。4月25日の準決勝でリサ・ワードに判定勝ち。決勝で藤井惠と再戦することになったが、スマックガール消滅によりトーナメントも中止となった。

## 戦績

### 総合格闘技
| 総合格闘技 戦績 | 総合格闘技 戦績 | 総合格闘技 戦績 | 総合格闘技 戦績 | 総合格闘技 戦績 | 総合格闘技 戦績 | 総合格闘技 戦績 |
| --------------- | --------------- | --------------- | --------------- | --------------- | --------------- | --------------- |
| 9 試合          | (T)KO           | 一本            | 判定            | その他          | 引き分け        | 無効試合        |
| 7 勝            | 0               | 5               | 2               | 0               | 0               | 0               |
| 2 敗            | 1               | 0               | 1               | 0               | 0               | 0               |

| 勝敗 | 対戦相手         | 試合結果                     | 大会名                                                                       | 開催年月日     |
| ○    | リサ・ワード     | 5分2R終了 判定3-0            | SMACKGIRL WORLD ReMix TOURNAMENT 2008 準決勝 【ライト級トーナメント 準決勝】 | 2008年4月25日  |
| ○    | 高林恭子         | 2R 0:26 腕ひしぎ三角固め     | SMACKGIRL WORLD ReMix TOURNAMENT 2008 開幕戦 【ライト級トーナメント 1回戦】  | 2008年2月14日  |
| ×    | 辻結花           | 1R 4:47 KO（スタンドパンチ） | SMACKGIRL 2007 〜女王たちの一番熱い夏〜                                      | 2007年9月6日   |
| ○    | ヤスミン・タヒラ | 5分3R終了 判定3-0            | Show Fight 5                                                                 | 2006年11月9日  |
| ○    | Aderly Madonna   | 1R 三角絞め                  | Show Fight 4                                                                 | 2006年4月6日   |
| ○    | カリーナ・ダム   | 2R 三角絞め                  | Show Fight 3                                                                 | 2005年10月21日 |
| ×    | 藤井惠           | 5分2R終了 判定0-3            | G-SHOOTO JAPAN 02                                                            | 2005年3月12日  |
| ○    | Mayara Carneiro  | 1R 2:25 肩固め               | Bitetti Combat Nordeste 3                                                    | 2004年4月1日   |
| ○    | 辻結花           | 1R 3:55 腕ひしぎ三角固め     | DEEP 11th IMPACT in OSAKA                                                    | 2003年7月13日  |

## 獲得タイトル
- ブラジリアン柔術世界選手権（ムンジアル）紫帯プルーマ級 優勝（2001年）
- 柔術オリンピック世界杯（コパドムンド） 茶帯プルーマ級 優勝（2002年）
- 柔術オリンピック世界杯（コパドムンド） 茶帯プルーマ級 優勝（2003年）
- 柔術オリンピック世界杯（コパドムンド） 黒帯プルーマ級 優勝（2004年）
- 柔術オリンピック世界杯（コパドムンド） 黒帯プルーマ級 優勝（2005年）
- 柔術オリンピック世界杯（コパドムンド） 黒帯プルーマ級 準優勝（2006年）